# Arthur Aguiar
Arthur Aguiar, né le 3 mars 1989 à Rio de Janeiro dans l'État de Rio de Janeiro, est un acteur et chanteur brésilien.

## Biographie
Aguiar il a été nageur jusqu’à l’âge de 19 ans, quand en 2008, il revenait d’une séance d’entraînement à domicile et a été approché par un metteur en scène qui cherchait un acteur pour une pièce de théâtre. Après cela, Arthur a fait d’autres pièces et de petites participations à la télévision, à des programmes tels que Young Hearts (2009) et a joué dans la série multishow, Bicicleta e Melancia (2010). il a acquis une renommée nationale en jouant l’un des six protagonistes de la telenovela Rebelde Brasil (2011). Arthur rejoint par ailleurs le groupe musical formé dans la série, RebeldeS. Le groupe de dissout parallèlement à l'arrêt de la série, en 2012.

## Filmographie

### Télévision
- 2008: Young Hearts (Malhação, série télévisée): graffeur (1 épisode)
- 2009: Cama de Gato: Lucas[3]
- 2009: Young Hearts (Malhação, série télévisée): garçon de fête (1 épisode)
- 2010: Tempos Modernos: étudiant du conservatoire de musique (1 épisode)
- 2010: Bicicleta e Melancia: Estevão
- 2011: Rebelde: Diego Maldonado[4],[5],[6]
- 2012: A Tragédia da Rua das Flores: Victor
- 2013: Dona Xepa: Édison Losano[7]
- 2014: Em Família: jeune Vírgilio
- 2014: Young Hearts (Malhação, série télévisée): Duca[8]
- 2015: Dança dos Famosos 12
- 2016: Êta Mundo Bom: Osório Dias[9]
- 2017: O Outro Lado do Paraíso: Diego Barros[10]
- 2018: Dança dos Famosos 18
- 2022: Big Brother Brasil 22

### Cinéma
- 2009: Ponto Final: cadet
- 2010: High School Musical: O Desafio: étudiant
- 2013: Despicable Me 2: Antonio Pérez
- 2018: Pluft, O Fantasminha: Sebastião